# Véhicule électrique à Taïwan
Le marché du véhicule électrique à Taïwan se développe rapidement : en 2022, 3% des véhicules neufs vendus à Taïwan sont des véhicules électriques. Les ventes de véhicules électriques à Taïwan sont passées de 7 064 unités en 2021 à 16 106 unités en 2022, ce qui représente un taux de croissance annuel de 128 % et établit un record. La Tesla Model 3 est alors le modèle électrique le plus vendu dans le pays.

## Bornes de recharge

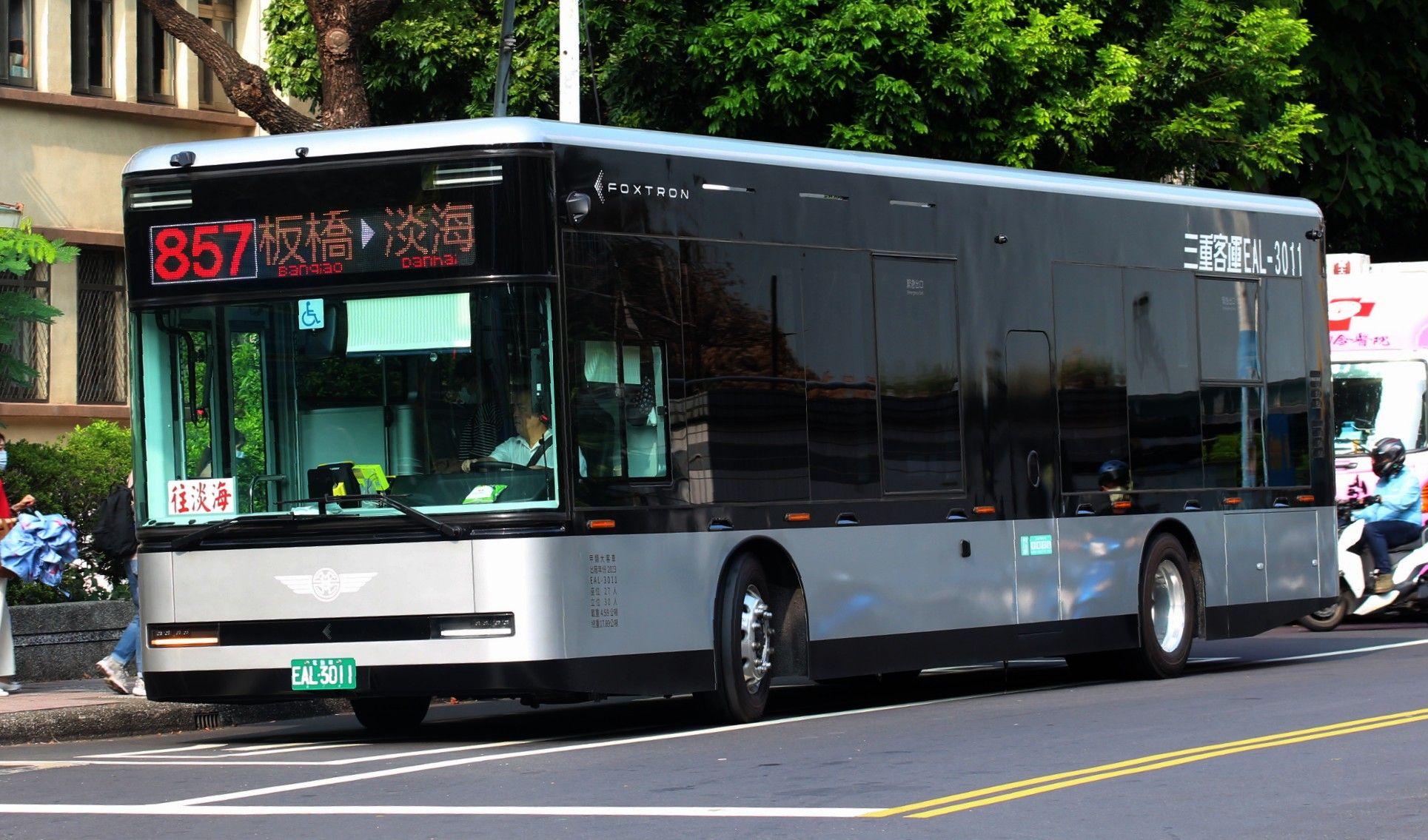
Un bus électrique Foxtron modèle T à Nouveau Taipei

En 2022, le pays compte 1 399 stations de recharge, soit 4 380 points de recharge.

## Fabrication
Taïwan se positionne comme une plaque tournante pour la fabrication de véhicules électriques,,,,.